# Bare (Prijepolje)
Pour les articles homonymes, voir Bare.
Bare (en serbe cyrillique : Баре) est un village de Serbie situé dans la municipalité de Prijepolje, district de Zlatibor. Au recensement de 2011, il comptait 36 habitants.

## Démographie
| 1948 | 1953 | 1961 | 1971 | 1981 | 1991 | 2002 | 2011 |
| ---- | ---- | ---- | ---- | ---- | ---- | ---- | ---- |
| 198  | 237  | 274  | 246  | 318  | 173  | 56   | 36   |

|  |